# Donji Čaglić
Donji Čaglić falu Horvátországban Pozsega-Szlavónia megyében. Közigazgatásilag Lipikhez tartozik.

## Fekvése
Pozsegától légvonalban 40, közúton 57 km-re nyugatra, községközpontjától légvonalban 2, közúton 3 km-re délre, Nyugat-Szlavóniában a Psunj-hegység lejtőin fekszik. Keletről Bukovčani és Gorjni Čaglić, nyugatról Subocka, délről Kovačevac és Bjelanovac határolja.

## Története
A térség a középkorban Fejérkő várának uradalmához tartozott, a 16. század közepétől több mint száz évig török uralom alatt állt. A 17. század végétől a török kiűzése után a területre folyamatosan telepítették be a keresztény lakosságot. Első lakói pravoszláv vlach határőrök voltak, akik mellé később horvátokat is telepítettek. Az első katonai felmérés térképén „Dorf Chaglics” néven találjuk. Lipszky János 1808-ban Budán kiadott repertóriumában „Chaglich” néven szerepel. Nagy Lajos 1829-ben kiadott művében „Chaglich” néven összesen 90 házzal, 151 katolikus és 308 ortodox vallású lakossal találjuk. Az ortodox templomot 1757-ben építették. A római katolikus plébániát 1873-ban alapították. Donji és Gornji Čaglićot 1880-ig Čaglić néven egységes településként tartották nyilván.
A településnek 1857-ben 383, 1910-ben 531 lakosa volt. 1910-ben a népszámlálás adati szerint lakosságának 47%-a szerb, 38%-a horvát, 7%-a olasz anyanyelvű volt. A gradiskai határőrezredhez tartozott, majd a katonai közigazgatás megszüntetése után Pozsega vármegye Pakráci járásának része volt. Az első világháború után 1918-ban az új szerb-horvát-szlovén állam, majd később (1929-ben) Jugoszlávia része lett. 1991-ben lakosságának 53%-a szerb, 36%-a horvát nemzetiségű volt. A délszláv háború során 1991. október 2-án a faluba bevonuló szerb csapatok a katolikus templomot és a plébániát lerombolták, 9 horvát polgári személyt, többségben idős embereket gyilkoltak meg. Tömegsírjuk felett ma emlékmű áll. 1991. december 22-én az Orkan-91 hadművelet keretében súlyos harcok folytak a szerb kézen levő település visszafoglalásáért. A harcokban 26 horvát katona esett el, de a falu szerb kézen maradt. A települést csak a háború végén 1995-ben a Villám hadművelet során foglalták vissza a horvát erők. A szerb lakosság elmenekült. 2011-ben 266 lakosa volt.

## Lakossága
| Lakosság változása | Lakosság változása | Lakosság változása | Lakosság változása | Lakosság változása | Lakosság változása | Lakosság változása | Lakosság változása | Lakosság változása | Lakosság változása | Lakosság változása | Lakosság változása | Lakosság változása | Lakosság változása | Lakosság változása | Lakosság változása |
| ------------------ | ------------------ | ------------------ | ------------------ | ------------------ | ------------------ | ------------------ | ------------------ | ------------------ | ------------------ | ------------------ | ------------------ | ------------------ | ------------------ | ------------------ | ------------------ |
| 1857               | 1869               | 1880               | 1890               | 1900               | 1910               | 1921               | 1931               | 1948               | 1953               | 1961               | 1971               | 1981               | 1991               | 2001               | 2011               |
| 383                | 361                | 435                | 408                | 471                | 531                | 516                | 527                | 497                | 522                | 485                | 471                | 464                | 505                | 257                | 266                |

(1880-ig Čaglić településrészeként.)

## Nevezetességei
Szent György vértanú tiszteletére szentelt római katolikus plébániatemploma 1866 és 1869 között épült. A templomot és a plébániaházat 1991. októbetében a szerb erők gránátokkal teljesen lerombolták. Ma kereszt áll a helyén, az istentiszteleteket a 2001-ben újjáépített plébánián tartják. Az építendő új plébániatemplom alapkövét 2019. március 3-án helyezte el Antun Škvorčević pozsegai püspök.
Szent Miklós tiszteletére szentelt pravoszláv parochiális temploma a 19. század közepén épült. Nagy valószínűséggel a helyén állt az a fatemplom, melyet 1757-ben építettek és 1782-ben már rossz állapotúnak mondanak. A templomot a második világháborúban a parókiával együtt az usztasák felgyújtották. Teljes felújítása az 1980-as években kezdődött és 1990-ben fejeződött be. 1991. december 22-én a délszláv háború során súlyosan megrongálódott, de 1994-ben a helyi szerbek még helyreállították. 1995 májusában a Villám hadművelet során újból gránáttalálat érte és azóta romos állapotban áll.